# Talia Ryder
Talia Ryder (Búfalo, Nueva York, 16 de agosto de 2002) es una modelo y actriz estadounidense de cine, teatro y televisión. Es conocida por su trabajo en la película Never Rarely Sometimes Always de 2020 y por su papel destacado como Hortensia en el elenco de la obra de teatro de Broadway Matilda the Musical el año 2015, con tan solo 13 años.
En el año 2021 se convirtió en embajadora y modelo de la casa de moda francesa Yves Saint Laurent.

## Vida personal
Talia Ryder es hija de Kristin Clark. Se graduó de la escuela secundaria el año 2020 y de la Academia Americana de Ballet del Manhattan Youth Balley. Tiene un hermano menor llamado Tre y una hermana menor, Mimi, que también es actriz y tiene un rol protagónico en la obra Matilda the Musical.

## Carrera
Ryder tenía 12 años cuando ella y su familia fueron a ver la producción de Broadway Matilda the Musical, y ella y su hermana Mimi se animaron a hacer una audición para el programa. Ella consiguió el papel de Hortensia y su familia se mudó a la ciudad de Nueva York. Ryder ha dicho que su experiencia fue principalmente en la danza, pero comenzó a desarrollar sus habilidades en la actuación escénica.
En 2016, formó parte de un elenco de 75 niños en el cortometraje Broadway Kids Against Bullying: I Have a Voice, dirigido por Jason Milstein, y su sencillo benéfico compuesto por Frank Wildhorn, para apoyar a Nobully.org. En 2019, fue elegida para interpretar a la prima de Autumn, Skylar, en la película de cine independiente Never Rarely Sometimes Always, donde dos chicas viajan a la ciudad de Nueva York para que Autumn (Sidney Flanigan) pueda abortar sin el consentimiento de sus padres. La película tuvo su estreno en el Festival de Cine de Sundance y luego se estrenó en salas de cine y en video on demand poco después, en marzo de 2020.
En 2019, también fue elegida como parte del Jets Chorus en la adaptación cinematográfica de Steven Spielberg de la obra de Broadway, West Side Story.
En 2021, participó en el vídeo musical de la canción «Deja Vu» de la cantautora norteamericana Olivia Rodrigo.
En 2022, Ryder obtiene un papel protagónico como Claire en la película Hello, Goodbye, and Everything In Between,donde dos jóvenes, Claire y Aidan (Jordan Fisher) pactaron terminar su relación antes de la universidad, sin remordimientos ni corazones rotos. Sin embargo, el amor puede tener una última oportunidad en su cita de despedida.  
Así mismo, en 2022, obtiene un papel secundario en la película Do Revenge interpretando a Gabbi, personaje en representación LGBTQ+. Ambas obras del año producidas y publicadas por la plataforma de streaming estadounidense Netflix.

## Filmografía

### Cine
| Año  | Título                                    | Rol             | Director(a)              |
| ---- | ----------------------------------------- | --------------- | ------------------------ |
| 2020 | Never Rarely Sometimes Always             | Skylar          | Eliza Hittman            |
| 2021 | West Side Story                           | Tess            | Steven Spielberg         |
| 2022 | Revancha ya                               | Gabbi Broussard | Jennifer Kaytin Robinson |
| 2022 | Master                                    | Amelia          | Mariama Diallo           |
| 2022 | Hello, Goodbye, and Everything In Between | Clare           | Michael Lewen            |
| TBA  | Joika                                     | Joy Womack      | James Napier Robertson   |

### Televisión
| Año  | Título        | Rol  | Notas      |
| ---- | ------------- | ---- | ---------- |
| 2016 | Sesame Street | Hija | 1 episodio |

### Teatro
| Año       | Título              | Rol       | Notas                     |
| --------- | ------------------- | --------- | ------------------------- |
| 2015-2016 | Matilda the Musical | Hortensia | Broadway, Shubert Theatre |

### Cortometrajes
- (2016) Broadway Kids Against Bullying: I Have a Voice
- (2018) Only We Know

### Vídeos musicales
- (2021) «Deja Vu» de Olivia Rodrigo
- (2024) «Obsessed» de Olivia Rodrigo

## Premios y nominaciones
| Año  | Premio                                                   | Categoría                | Trabajo                       | Resultado |
| ---- | -------------------------------------------------------- | ------------------------ | ----------------------------- | --------- |
| 2020 | Greater Western New York Film Critics Association Awards | Actuación Destacada      | Never Rarely Sometimes Always | Nominada  |
| 2020 | Indiana Film Journalists Association                     | Mejor Actriz de Reparto  | Never Rarely Sometimes Always | Nominada  |
| 2020 | International Online Cinema Awards                       | Mejor Actriz de Reparto  | Never Rarely Sometimes Always | Nominada  |
| 2021 | Broadcast Film Critics Association Awards                | Mejor Actor/Actriz Joven | Never Rarely Sometimes Always | Nominada  |
| 2021 | Chicago Indie Critics Awards                             | Mejor Actriz de Reparto  | Never Rarely Sometimes Always | Nominada  |
| 2021 | Premios Independent Spirit                               | Mejor Actriz de Reparto  | Never Rarely Sometimes Always | Nominada  |
| 2021 | International Cinephile Society Awards                   | Mejor Actriz de Reparto  | Never Rarely Sometimes Always | Nominada  |
| 2021 | International Online Cinema Awards                       | Mejor Actriz de Reparto  | Never Rarely Sometimes Always | Nominada  |
| 2021 | Online Film Critics Society Awards                       | Mejor Actriz de Reparto  | Never Rarely Sometimes Always | Nominada  |
| 2021 | Seattle Film Critics Society                             | Mejor Actriz de Reparto  | Never Rarely Sometimes Always | Nominada  |
| 2021 | Seattle Film Critics Society                             | Mejor Actuación Joven    | Never Rarely Sometimes Always | Nominada  |
| 2021 | Washington DC Area Film Critics Association Awards       | Mejor Actuación Joven    | Never Rarely Sometimes Always | Nominada  |